# Alsolemia
Alsolemia is een geslacht van weekdieren uit de klasse van de Gastropoda (slakken).

## Soorten
- Alsolemia cresswelli (Climo, 1978)
- Alsolemia monoplax (Suter, 1913)